# Kefar ha-Makkabbi
Kefar ha-Makkabbi (hebr. כפר המכבי) – kibuc położony w Samorządzie Regionu Zewulun, w Dystrykcie Północnym, w Izraelu. Członek Ruchu Kibuców (Ha-Tenu’a ha-Kibbucit).

## Położenie
Leży w Dolinie Zewulun, na wschód od miasta Hajfy.

## Historia
Kibuc został założony w 1936 roku.

## Gospodarka
Gospodarka kibucu opiera się na intensywnym rolnictwie.